# Olza (Schiff, 1939)
Die Olza war 1939 das erste in Polen gebaute Frachtschiff, blieb aber – auch als deutsche Westpreußen – unvollendet. Nach 1945 wurde es in der Sowjetunion als Passagier- und Frachtschiff Ingul für die Fischerei fertig gestellt und 1970 außer Dienst genommen.

## Technische Daten
Die Länge des Schiffes betrug 68,20 Meter, es war 10,70 Meter breit und wies einen Tiefgang von 6,60 Metern auf. Es war mit 1080 BRT vermessen und hatte eine Tragfähigkeit von 1350 Tonnen. Der Antrieb bestand aus einer Dreifach-Expansionsmaschine, deren Leistung 850 PS betrug. Diese wirkte auf eine Schraube, der Dampfer sollte eine Geschwindigkeit von 11,0 Knoten erreichen. Für die Besatzung waren 18 Mann vorgesehen.

## Geschichte

### Baubeginn für die Żegluga Polska
Nachdem die 1922 gegründete Werft Stocznia Gdynia erste Erfahrungen mit Reparaturen und dem Neubau des Minensuchbootes Mewa gesammelt hatte, beauftragte die staatliche Reederei Żegluga Polska die Werft mit dem Bau des ersten Frachtschiffes Polens. Der Entwurf für das Schiff stammte von der britischen Werft J. Samuel White aus Cowes, während sämtliche Baumaterialien, Ausrüstungen und die Maschine polnischer Herkunft waren. Auf der Werft wurde am 28. August 1938 unter der Baunummer B 11 der Kiel gelegt. Der Stapellauf war für den 25. September, die Fertigstellung für Mitte Dezember 1939 vorgesehen.

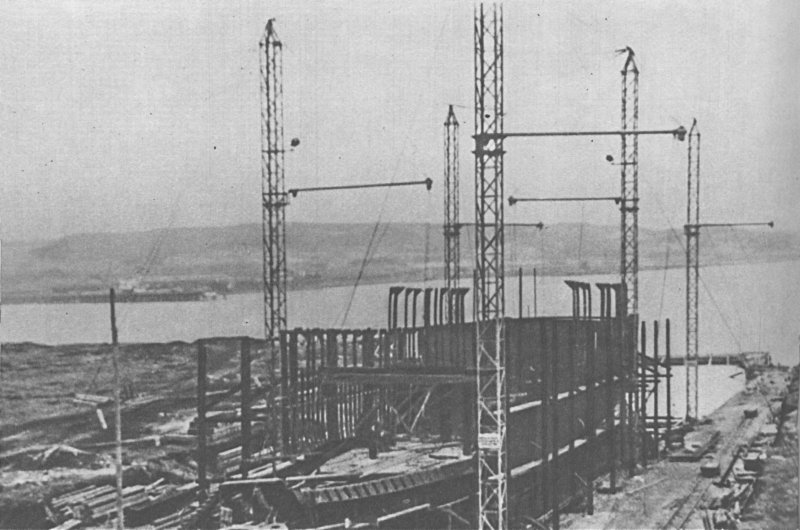
Die Olza während des Baus in Gdynia

Der Dampfer sollte ursprünglich den Namen Zaolzie erhalten, dem polnischen Namen des tschechoslowakischen Gebietes westlich des Flusses Olsa. Mit dieser Namensgebung unterstrich die Regierung in Warschau den Anspruch Polens auf dieses Gebiet. Als Polen das Olsagebiet in der Folge des Münchner Abkommens besetzt hatte, sollte der Dampfer nun den Namen Olsa nach dem gleichnamigen Fluss erhalten.
Zu Beginn des Zweiten Weltkrieges lag das Schiff noch unfertig auf der Helling. Um das Schiff nicht den Deutschen überlassen zu müssen, setzte die Werft die Arbeit fort. Der vorgezogene Notstapellauf am 2. September (nach anderen Angaben am 8. September) misslang, da das Schiff auf der Helling stecken blieb.

### Weiterbau für das Deutsche Reich
Das auf der Helling liegende und leicht beschädigte Schiff fiel am 14. September in deutsche Hand. Wahrscheinlich im März 1940 erhielten die Deutschen Werke Gotenhafen der Deutschen Werke in Kiel den Auftrag, das in "Westpreußen" umbenannte Schiff für das Marinearsenal Gotenhafen – so wurde Gdynia nun genannt – weiter zu bauen. Im Mai 1941 erfolgte der Stapellauf. Anschließend wurde das Schiff nach Libau geschleppt, wo es im Marineausrüstungs- und Reparaturbetrieb Libau fertig gestellt werden sollte. Auch dort wurde der Bau nicht abgeschlossen, im April 1944 konnte ein Ablieferungstermin weiterhin nicht genannt werden. Im gleichen Jahr wurde der unfertige Bau am 10. Oktober der Kriegsmarine übergeben und mit Schiffsbaumaterial beladen nach Königsberg geschleppt. Am 21. Januar wurde das Schiff dort sowjetische Kriegsbeute.

### Sowjetisches Fischereihilfsschiff in Kaliningrad
Das weiterhin unfertige Schiff wurde nach Kriegsende nach Klaipėda oder Kaliningrad geschleppt und dem Kaliningrader Fischereikombinat (Zapryba?) übergeben. Bis 1958 bleibt die Geschichte des Schiffes offen, in diesem Jahr wurde es fertig gestellt und erhielt den Namen Ingul nach dem Fluss Inhul in der heutigen Ukraine. In der westlichen Literatur wurde die Ingul zwar verzeichnet, aber ohne, dass ihre Herkunft bekannt war. Ohne Werftangaben wurde sie mit dem Baujahr 1958 und 1570 BRT, 714 NRT bei 1207 tdw sowie Abmessungen von 73,2 Metern Länge, 10,7 Metern Breite und einem Tiefgang von 4,5 Metern verzeichnet. Die Dampfmaschine war durch einen Dieselmotor mit 800 PS ausgetauscht worden, der das Schiff auf 10 Knoten brachte. Das Schiff wurde nun als Passagier- und Frachtschiff der Kaliningrader Fischereiflotte genutzt. Unklar bleibt, ob es als Fischtransporter und/oder als Erholungs- und Austauschschiff für die Fischer eingesetzt wurde. Am 3. Juni 1970 wurde die Ingul außer Dienst gestellt.